# Рибчевиці-Перші
Рибчевиці-Перші (пол. Rybczewice Pierwsze) — село в Польщі, у гміні Рибчевиці Свідницького повіту Люблінського воєводства.
Населення — 863 особи (2011).

## Демографія
Демографічна структура станом на 31 березня 2011 року:
|          | Загалом | Допрацездатний вік | Працездатний вік | Постпрацездатний вік |
| -------- | ------- | ------------------ | ---------------- | -------------------- |
| Чоловіки | 414     | 72                 | 288              | 54                   |
| Жінки    | 449     | 71                 | 248              | 130                  |
| Разом    | 863     | 143                | 536              | 184                  |